# Pietro Mondello
Il Pietro Mondello è un traghetto bidirezionale appartenente alla compagnia di navigazione italiana Caronte & Tourist.

## Caratteristiche

Il logo della nave Pietro Mondello.

Il traghetto è mosso da tre motori Wärtsilä 6L34DF, ciascuno generante una potenza di 3.000 kW,  collegati a due propulsori azimutali Rolls Royce da 2.500 kW, ai quali si aggiungono ulteriori due propulsori, ciascuno in grado di spingerlo a una velocità massima di 18 nodi. L'unita ha alimentazione ibrida diesel/GNL e, inoltre, dispone di un pacco di batterie da 2 MWh che consentirà di eseguire manovre e soste in porto senza la necessità di tenere accesi i motori.
Come la nave gemella Elio, ha una capacità passeggeri pari a 1.500, con la possibilità di imbarcare fino a 290 automobili (o in alternativa 38 semirimorchi) su due ponti separati, di cui il rialzato è parzialmente scoperto, mentre l'interrato è completamente coperto; l'accesso al ponte superiore avviene per mezzo di rampe pieghevoli. L'altezza utile di passaggio è di 5 metri, mentre il carico massimo per asse è di 13 tonnellate. Le strutture per i passeggeri si trovano su due ponti della sovrastruttura, cosi come aree di coperta aperte con posti a sedere alle estremità dei ponti.

## Servizio
Varato il 5 dicembre 2023 nel cantiere navale Sefine Shipyard di Yalova con il nome di Pietro Mondello e consegnato il 27 novembre 2024 alla Caronte & Tourist, prende servizio il 5 febbraio 2025 nei collegamenti tra Messina e Villa San Giovanni in coppia con il gemello Elio.
Dal 23 al 26 giugno 2025 viene ormeggiata nei cantieri navali dello Stretto di Messina. Il giorno stesso torna in servizio in sostituzione della nave Telepass.
Il 30 giugno 2025, fino al 2 luglio e poi solo il giorno 4 luglio 2025 ritorna in disarmo e viene sostituita dalla sorella di flotta Telepass.
Da aprile 2025 la nave è in continuo servizio sulla stessa durante:
- i turni diurni, affiancata dalla nave gemella Elio (e in caso di esodo da altre navi), dalle ore 5:20[9] alle ore 20:40[10].
- i turni notturni (salvo guasti oppure ordinaria manutenzione/cantierizzazione), indipendentemente dal periodo, dalle 21:00[11] alle 4:40.[12][13]

## Navi gemelle
- Elio